# Tankstation Zaandam-Zuid
Tankstation Zaandam-Zuid is een zelfbedienings-tankstation van Texaco, gelegen aan de zuidzijde van de stadsroute S151 (Prins Bernhardweg) in Zaandam, gemeente Zaanstad gelegen tussen het Prins Bernhardplein en knooppunt Zaandam. Er zijn zes zelfbedieningspompen en een winkel van Spar.
Aan de noordzijde van de autoweg ligt een onbemand tankstation van Esso Express.